# 1940 na Alemanha
Esta é uma cronologia dos fatos acontecimentos de ano 1940 na Alemanha.

## Eventos
- 1 de abril: O horário de verão na Alemanha inicia às 2 horas de manhã no horário local até 1942.[1]
- 10 de maio: A ofensiva ocidental das tropas alemãs iniciam com a invasão dos países neutros Holanda, Bélgica e Luxemburgo.[2]
- 11 de maio: O novo governo da Grã-Bretanha  aprova o bombardeio de cidades alemãs.
- 14 de junho: Paris, a capital da França, é ocupada pelas tropas alemãs.[3]
- 22 de junho: A França de Vichy assina o armistício com a Alemanha Nazista na cidade francesa de Compiègne.[4]
- 27 de setembro: A Alemanha Nazista, a Itália e o Japão assinam o Pacto Tripartite em Berlim.
- 14 de novembro: A cidade britânica de Coventry é destruída pelos bombardeiros alemães.